# Apocalipse 7
Apocalipse 7 é o sétimo capítulo do Livro do Apocalipse (também chamado de "Apocalipse de João") no Novo Testamento da Bíblia cristã. O livro todo é tradicionalmente atribuído a João de Patmos, uma figura geralmente identificada como sendo o apóstolo João.

## Texto
O texto original está escrito em grego koiné e contém 17 versículos. Alguns dos mais antigos manuscritos contendo porções deste capítulo são:
- Papiro 115 (c. 275, versículos 8-9)
- Codex Sinaiticus (330-360, completo)
- Codex Alexandrinus (400-440, completo)
- Codex Ephraemi Rescriptus (c. 450, versículos 1-13)

## Estrutura
Este capítulo pode ser dividido em duas seções distintas e é uma continuação de Apocalipse 6:
- "Os Selados de Israel" (versículos 1-8)
- "A Multidão da Grande Tribulação" (versículos 9-17)

Este capítulo continua em Apocalipse 8.

## Conteúdo
Na primeira parte, João conta que 144 000 foram salvos das doze tribos de Israel, doze mil de cada uma (Apocalipse 7:1–8). Na segunda, João conta que viu uma "grande multidão que ninguém podia contar, de toda a nação e de todas as tribos, povos e línguas", todos vestidos de branco, que se juntou aos vinte e quatro anciãos e às quatro criaturas viventes que estavam perto do trono para adorarem a Deus. Um dos anciãos identificou essas pessoas como sendo "os que vêm da grande tribulação" (Apocalipse 7:9–17):
| “ | «Eles não terão fome, nem sede nunca jamais; nem cairá sobre eles o sol, nem calor algum, porque o Cordeiro que está no meio do trono os pastoreará e os conduzirá às fontes da água da vida, e Deus enxugará toda a lágrima dos olhos deles.» (Apocalipse 7:16–17) | ” |